# Howie Shannon
Howie Shannon (10 de junho de 1923 — 16 de agosto de 1995) foi um jogador norte-americano de basquete e treinador desta modalidade. Disputou duas temporadas na National Basketball Association (NBA). Foi selecionado pelo Providence Steamrollers como a primeira escolha geral no draft da BAA em 1949. Shannon teve uma média de 13,4 pontos por partida durante a temporada 1948–49 da BAA e foi eleito Revelação do Ano da liga — título não sancionado pela NBA a esta temporada. Cursou a Universidade Estadual do Kansas e a Universidade do Norte do Texas.
Após a carreira de jogador, Shannon passou a ser treinador principal no Topeka High School, no Kansas, onde atuou entre 1950 e 1954, antes de se tornar assistente de Tex Winter no estado do Kansas. Em 1964, Shannon foi nomeado treinador da Virginia Tech. Shannon também foi treinador da seleção porto-riquenha nos Jogos Olímpicos de Verão de 1960.

## Morte
Howie Shannon morreu de câncer de pulmão em 16 de agosto de 1995, na cidade de Plano, no Texas.